# Cinderelas, lobos e um príncipe encantado
Cinderelas, lobos e um príncipe encantado es un documental de 2009 dirigido por Joel Zito Araújo.

## Descripción
Estrenado en 2009 y dirigido por el brasileño Joel Zito Araújo, el documental trata temas como la explotación sexual y el turismo sexual entre mujeres brasileñas por parte de turistas europeos, incluyéndose en su metraje una serie de entrevistas a diversas mujeres afectadas por esta situación.

## Premios
- Brasilia 2008